# 夜雀
夜雀（よすずめ）は、高知県幡多郡田ノ口村（現・黒潮町）、富山村（現・中村市）、安芸郡北川村、愛媛県南宇和郡、和歌山県東牟婁郡本宮町（現・田辺市）などに伝わる鳥の妖怪。

## 概要
名前が示すようにスズメのように「チッ、チッ、チッ」と鳴き声をあげながら夜に現れる妖怪で、山道を歩いている人の前後について来るという。
田ノ口村では、夜雀に憑かれるのは不吉とされる。富山村ではこれを除けるの呪文として「チッチッチと鳴く鳥は、シナギの棒が恋しいか、恋しくばパンと一撃ち」または「チッチッチと鳴く鳥を、はよ吹き給え、伊勢の神風」などと唱えると良いという。また、迂闊にこれをつかまえると夜盲症を患ってしまうという。
安芸郡北川村では鳥ではなく黒いチョウのようなものといい、「チャッ、チャッ」と鳴きながら懐の中や傘の中に入ってくるので、騒々しくて歩くに歩けなくなってしまうが、気を静めると自然と消えてしまうという。愛媛でも同様にガの一種とされ、山犬の出る前触れとして、道を歩けないほどに飛んで来るという。
和歌山の本宮町でも、暗い山道で姿を見せずに「チチチ……」と泣きながら、どこまでもついて来るものといわれる。また和歌山では、高知の伝承とは逆に不吉なものではなく、夜雀が憑いている間はオオカミが山の魔物から守ってくれる証ともいわれる。

## 類話
夜雀に似た妖怪として、奈良県や和歌山県に伝わる「送り雀」、高知県の高岡郡東津野村（現・津野町）、津野山、同郡窪川町（現・四万十町）、愛媛の南宇和郡城辺町（現・愛南町）に伝わる「袂雀（たもとすずめ）」があり、東津野村や城辺町では夜雀と同一視されている。送り雀については内部リンク先を参照。
津野山でいう袂雀は、スズメそっくりに「チ、チ、チ」と鳴き、通行人の前後についてくるが、2人以上で歩いていても、なぜかその中の1人にだけしか聞こえないことが多いという。やはり山犬やオオカミの出る前触れとされ、これが現れたときには「大シラガ、小シラガ、峠を通れども神の子でなけりゃあ通らんぞよ、あとへ榊を立てておくぞよ、アビラウンケンソワカ」と唱え、木の枝を3本立てると袂雀はついて来ず、オオカミや山犬が現れることもないという。
窪川町でいう袂雀は、姿は見えないが鈴を転がすように「チリチリ」という音が通行人の背後からついて来るもので、これが袂に飛び込むことは不吉とされ、これの現れる場所を通るときには日中通るか、複数人で通ることを心掛け、それが叶わないときには袂をしっかりと握って歩いたという。東津野村でも、袂雀に憑かれないよう、袂を握って歩いたという。
愛媛の城辺町では、袂雀の鳴き声に遮られて歩けなくなることがあるという。